# Вилијамсвил (Мисури)
Вилијамсвил (енгл. Williamsville) град је у америчкој савезној држави Мисури.

## Демографија
По попису из 2010. године број становника је 342, што је 37 (-9,8%) становника мање него 2000. године.
| Група             | 2000.       | 2010.       |
| Белци             | 377 (99,5%) | 333 (97,4%) |
| Афроамериканци    | 0 (0,0%)    | 1 (0,3%)    |
| Азијати           | 0 (0,0%)    | 0 (0,0%)    |
| Хиспаноамериканци | 1 (0,3%)    | 3 (0,9%)    |
| Укупно            | 379         | 342         |